# Puerylizm
Puerylizm – forma reakcji histerycznej, opisana w 1911 przez Sträusslera, u żołnierzy podsądnych i rekrutów badanych pod względem zdolności do służby wojskowej. 
Powstaje przez tendencje i mechanizmy ucieczki od trudnej sytuacji w przeżycia własnego dzieciństwa i przejawiania się w postaci dziecięcego zachowywania się: mówienia w sposób zdrobniały, bawienia się, radowania, smucenia w sposób dziecięcy, demonstrowania przy badaniu intelektu braku wiadomości i orientacji. W praktyce sądowo-psychiatrycznej reakcje puerylne spotyka się w przebiegu innych reakcji sytuacyjnych, głównie w pseudodemonstracji, jako utrzymującą się lub przejściową jej domieszkę.
Do reakcji puerylnych skłonni są osobnicy upośledzeni umysłowo i infantylni. 
Termin puerylizm stosowany bywa również dla nazwania zachowania dziecięcego w psychozach starczych, w hebefrenii, u osób upośledzonych umysłowo.